# Eficiência de Pareto

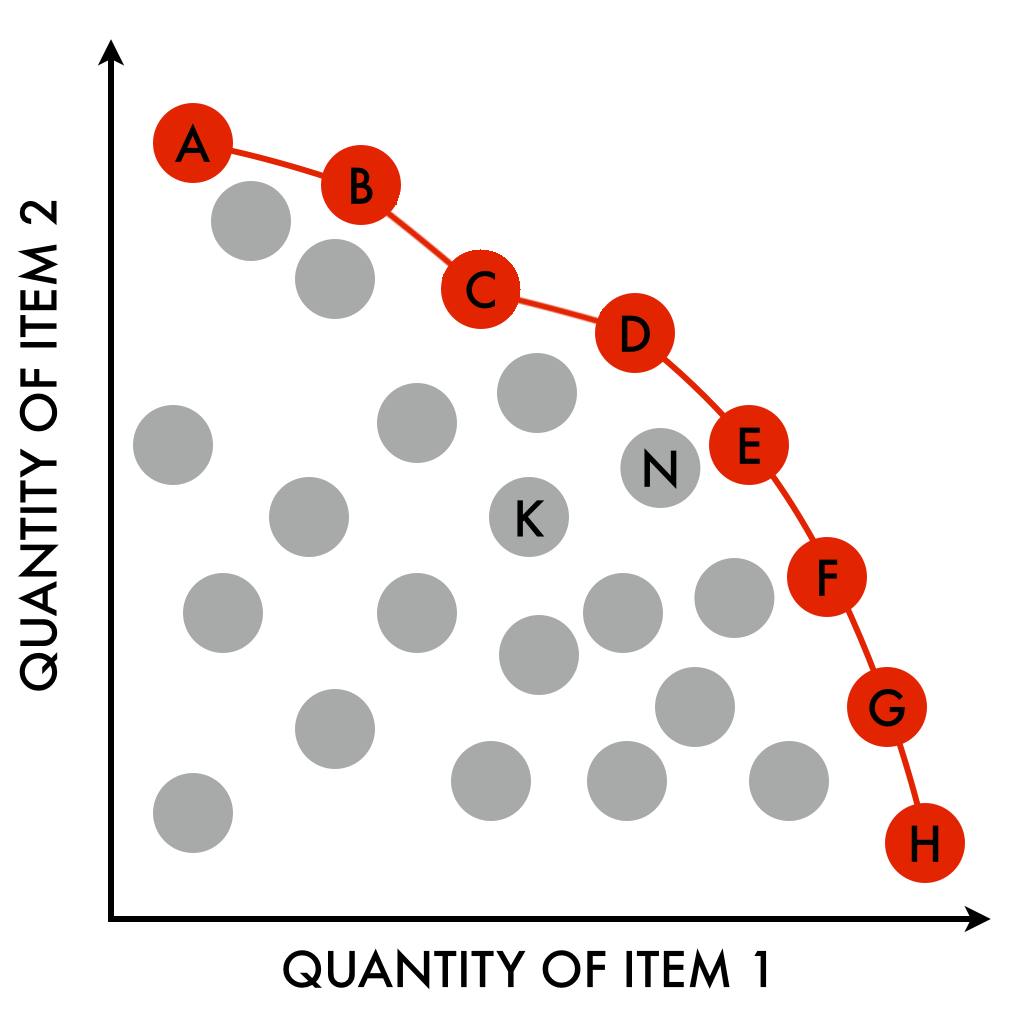
Os pontos vermelhos indicam a escolha ótima em termos de eficiência dado o conjunto de opções, formando uma fronteira de Pareto sob o espaço de escolhas restante (abaixo e à esquerda, em cinza)

Eficiência ou óptimo de Pareto é um conceito desenvolvido pelo italiano Vilfredo Pareto, que define um estado de alocação de recursos em que é impossível realocá-los tal que a situação de qualquer participante seja melhorada sem piorar a situação individual de outro participante. O conceito tem aplicações no campo da economia, engenharia, informática, e ciências sociais.

## Na economia
Uma situação econômica é ótima no sentido de Pareto se não for possível melhorar a situação, ou, mais genericamente, a utilidade de um agente, sem degradar a situação ou utilidade de qualquer outro agente econômico.
Existem três condições que necessitam ser preenchidas para que uma economia possa ser considerada Pareto Eficiente:
- eficiência nas trocas - o que é produzido na economia é distribuído de forma eficiente pelos agentes económicos, possibilitando que não sejam necessárias mais trocas entre indivíduos, isto é a taxa marginal de substituição é mesma para todos os indivíduos;
- eficiência na produção - quando não é possível produzir mais de um bem sem reduzir a produção de outros, isto é, quando a economia se encontra sobre a sua curva de possibilidade de produção;
- eficiência no mix de produtos - quando os bens produzidos na economia refletem as preferências dos agentes econômicos. A taxa marginal de substituição deve ser igual à taxa marginal de transformação. Um sistema de preços de concorrência perfeita permite satisfazer a esta condição.

Numa estrutura ou modelo econômico podem coexistir diversos ótimos de Pareto. Um ótimo de Pareto não trata de justiça social ou de diminuição da concentração de renda, e sim de alocar todos os recursos produzidos por uma sociedade (não haver excesso de produção, por exemplo). Assim, necessariamente um aspecto socialmente benéfico ou aceitável não é o que está em análise. Por exemplo, a concentração de renda ou recursos num único agente pode ser ótima no sentido de Pareto. Neste sentido, a eficiência de Pareto não tem conexão direta com o conceito de equidade social, embora muitas vezes um estado socialmente ótimo vir a ser Pareto eficiente, contudo o contrário, um estado Pareto eficiente não tem por requisito a justiça social.
O conceito de eficiência de Pareto é utilizado na teoria de equilíbrio geral. Determinando, por exemplo, a curva de contrato no diagrama da caixa de Edgeworth, que representa um conjunto de alocações factíveis Pareto eficientes numa economia simplificada de dois bens e dois agentes econômicos.

## Na informática
Na informática, os conceitos de eficiência de Pareto são frequentemente usados, dentre outros casos, na busca por alocação de recursos mais eficiente em um sistema computacional.